# Taenioides nigrimarginatus
A Taenioides nigrimarginatus a csontos halak (Osteichthyes) főosztályának a sugarasúszójú halak (Actinopterygii) osztályába, ezen belül a sügéralakúak (Perciformes) rendjébe, a gébfélék (Gobiidae) családjába és az Amblyopinae alcsaládjába tartozó faj.

## Előfordulása
A Taenioides nigrimarginatus előfordulási területe a Maláj-félsziget és a Mekong deltája.

## Megjelenése
Ez a hal legfeljebb 23 centiméter hosszú.

## Életmódja
A trópusok édes- és brakkvízeiben található meg. Az iszapos tenger partok, folyótorkolatok, öblök és tavak alján él. Tápláléka kisebb rákok és egyéb gerinctelenek.